# Сосновец (остров)
Сосновец — остров в Белом море. Расположен в 3,5 км от Терского берега Кольского полуострова, между мысом Снежицкий (с севера) и мысом Соколий (с юга), в центре пролива Горло Белого моря. Остров отделен от материка проливом Сосновская Салма.
Поверхность острова ровная, каменистая и покрыта тундрой. Остров безлесен и отличается желтоватым цветом. Длина 1,4 км, ширина 450 м. Максимальная высота острова — 16,2 м. Южное побережье острова более низменное и отлогое, чем северное и западное. Глубина моря при берегах острова от 6 до 13 м, грунт каменистый. Средняя величина прилива на побережье острова 2,0 м.

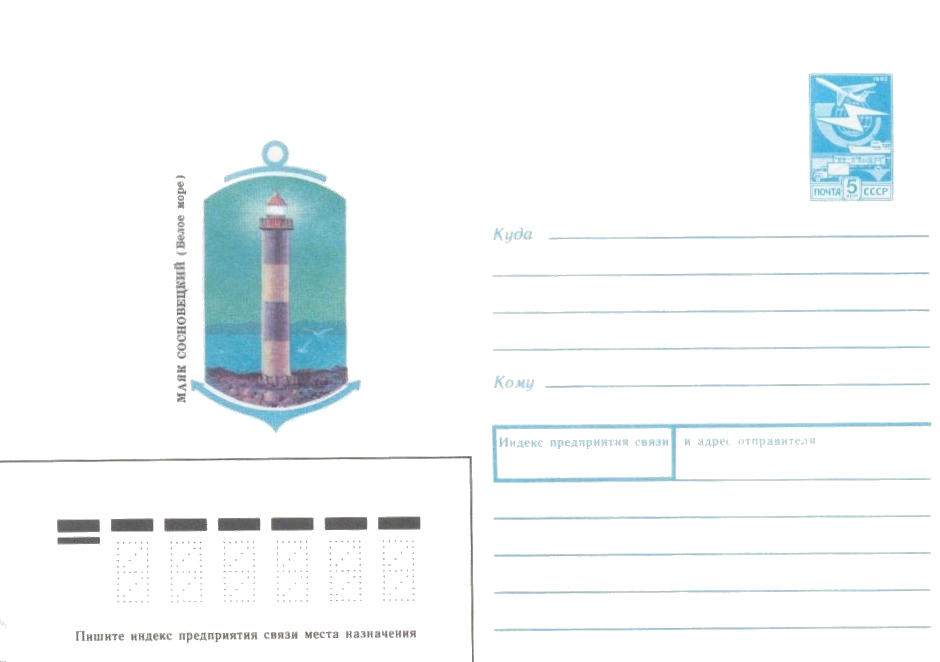
Конверт посвящённый Сосновецкому маяку

В настоящее время постоянного населения на островах нет, ближайший населённый пункт Сосновка. В XX веке на острове располагался одноимённый населённый пункт — Сосновец, с 20 жителями. На острове установлен маяк Сосновецкий, два световых знака (Сосновецкий Северный и Сосновецкий Южный) имеется метеостанция.
В крымскую войну Сосновец использовался английским флотом для стоянки. У иностранцев тогда он стал известен под именем Крестового, от находящихся на нём нескольких крестов.
В 1862 году Главным Гидрографическим управлением на острове была основана гидрометеостанция, а в 1896 для неё было построено отдельное здание (до этого времени наблюдения проводились смотрителями маяка).
В конце XIX века И. П. Ануфриев обосновывал необходимость порта-убежища на Белом море близ Трёх Островов, тогда о Сосновце он писал:
У Терского берега, идя из г. Архангельска в горло в 136 милях остров Сосновец, но этот маленький островок, с маяком на нём, будет трудно и дорого приспособить для порта-убежища

## Климат
По классификации климата Кёппена Сосновцу соответствует ET (климат тундры). Зима на острове мягкая по меркам широты, но продолжительная. Климатическое лето отсутствует. Осадков выпадает мало — 331 мм в год. Среднегодовая температура — +0,4 °C.
| Показатель                    | Янв.  | Фев.  | Март  | Апр.  | Май   | Июнь | Июль | Авг. | Сен. | Окт.  | Нояб. | Дек.  | Год   |
| ----------------------------- | ----- | ----- | ----- | ----- | ----- | ---- | ---- | ---- | ---- | ----- | ----- | ----- | ----- |
| Абсолютный максимум, °C       | 5,2   | 4,4   | 5,1   | 11,2  | 20    | 22   | 26,5 | 26,7 | 17,8 | 15,5  | 9,1   | 7,4   | 26,7  |
| Средний суточный максимум, °C | −5,7  | −6,2  | −3,6  | 0     | 4,3   | 8,9  | 12,4 | 12   | 9,6  | 4,7   | −0,1  | −3,1  | 2,8   |
| Средняя температура, °C       | −8    | −8,6  | −6,1  | −2,5  | 1,6   | 5,9  | 9,3  | 9,6  | 7,6  | 2,8   | −1,9  | −4,9  | 0,4   |
| Средний суточный минимум, °C  | −10,7 | −11,2 | −8,7  | −4,8  | −0,4  | 3,8  | 7,2  | 7,8  | 5,8  | 1     | −3,9  | −7    | −1,8  |
| Абсолютный минимум, °C        | −33,1 | −33,2 | −35,3 | −24,1 | −14,9 | −6   | −1,5 | −1,3 | −6   | −13,7 | −22,5 | −31,1 | −35,3 |
| Норма осадков, мм             | 18    | 16    | 17    | 16    | 28    | 35   | 37   | 43   | 35   | 39    | 25    | 22    | 331   |
| Источник:                     |       |       |       |       |       |      |      |      |      |       |       |       |       |